# Церква Покрови Пресвятої Богородиці (Ангелівка)
Церква Покрови Пресвятої Богородиці — храм у селі Ангелівка Тернопільського району Тернопільської області. Належить УГКЦ. Підпорядкований парафії Покрови Пресвятої Богородиці Великобірківського деканату Тернопільсько-Зборівської архієпархії Тернопільсько-Зборівської митрополії.

## Історія
У 1991 році в селі розпочато спорудження церкви. Архітектором храм є О. Бачинський, а конструктором В. Макар.
14 жовтня 1994 року, на свято Покрови Пресвятої Богородиці, у церкві відбулася перша літургія. Перше богослужіння відслужив отець Василь Михайлишин. Позаяк це був єдиний храм у селі, на відправах були присутні віряни різних конфесій та національностей, місцеві жителі, котрі здебільшого працювали на Ангелівському звіркомплексі.
У 1995 році розпочалося виготовлення кивота та іконостасу. Відтак іконостав встановлено 8 жовтня 1996 року. Основним фундатором оздоблення храму був Ангелівський радгосп, а також місцеві жителі.
Храм освятив 14 жовтня 2004 року митрополит Тернопільсько-Зборівський владика Василій (Семенюк).
Парохи:
- жовтень 1994 - червень 1996, 20 липня 2003 - 5 травня 2007 - о. Василь Михайлишин;
- червень 1996 - липень 2003 - о. Тарас Рогач;
- травень 2007 - о. Володимир Хомкович.

У 2012 році на парафії здійснено 2 шлюби, 3 хрещення та 7 похоронів.

## Інтер'єр
Іконостас церкви виконав Є. Гірняк. Кивот - Б. Борисов.

## Життя парафії
При парафії діють:
- Вівтарна дружина;
- Марійська дружина;
- спільнота "Матері в молитві".

Катехизацію проводив Г. Лабанович.